# Битва при Тлателолько
Битва при Тлателолько — битва между двумя доколумбовыми альтепетлями (или городами-государствами) Теночтитланом и Тлателолько, двумя независимыми государствами, населявшими остров озера Тескоко в долине Мехико.
Война велась между Мокиуикстли (или Мокихуиксом), тлатоани (правителем) Тлателолько, и Ашаякатлем, тлатоани Теночтитлана. Это была последняя отчаянная попытка Мокиуикстли и его союзников бросить вызов могуществу ацтеков, недавно укрепивших свое политическое господство в империи. В конечном итоге восстание потерпело неудачу, что привело к смерти Мокиуикстли, который изображен в Кодексе Мендосы, рушащим Великий Храм Тлателолько. В результате битвы Тлателолько был подчинен Теночтитлану, лишен его привилегий и обязан платить дань Теночтитлану каждые восемьдесят дней.

## Предыстория
Ашаякатль взошел на трон Мексики после смерти своего деда по материнской линии Мотекусомы Иллуикамина в 1469 году. Монтесума провел свое долгое правление, приведя Теночтитлан к первенству над долиной Мехико. В результате, утверждает Эмили Амбергер, правители других территорий были «предрасположены бросить вызов» новым тлатоани в попытке «восстановить значение своих городов». Одним из этих претендентов был Мокиуикстли, шурин Ашаякатля, который был женат на его старшей сестре Чальчиуннецин. Хотя неизвестна точная дата его восхождения на трон Тлателолько, Мокиуикстли, по-видимому, провел некоторое время, восстанавливая ключевые религиозные сооружения в своем городе до войны. Амбергер утверждала, что эти новые здания были построены как «полная имитация зданий в Теночтитлане, построенных, чтобы раздражать и издеваться над ацтеками».
Согласно монаху-доминиканцу Диего Дюрану в его «Истории Индий Новой Испании», конфликты между двумя провинциями впервые начали назревать на пятом году правления Ашаякатля после нападения на дочерей лордов Тлателолько сыновьями знатных ацтеков на рынок Тлателолько. В то же время, когда тлателольки рыли канал, чтобы открыть проход в город,  построенный тлателольками канал, был «обнаружен разбитым и засыпанным». Оба эти акта сильно разозлили лордов Тлателолько. Дуран утверждает, что в результате после этих действий Тлателолки объявили себя независимыми от Теночтитлана, осудив: «О ацтеки, мы, живущие в Тлателолько, ободритесь, давайте уничтожим ацтеков [Теночитлана]». При поддержке товарища по дворянству, Теконала, Мокиуикстли созвал всех молодых людей старше двадцати лет для участия в серии военных учений, направленных на подготовку Тлателолько к призыву к оружию в любой момент.

## Битва в источниках
В источниках есть множество различных описаний битвы при Тлателолько.

### Диего Дюран
Дюран подробно описывает войну, изображая ее в виде двух отдельных сражений. Первым было нападение Тлателолько на Теночтитлан. Первоначальный план состоял в том, чтобы атаковать Теночтитлан ночью, сначала убив старших приближенных Ашаякатля, чтобы оставить молодых тлатоани беззащитными. Однако этот план быстро стал известен и дошёл до Ашаякатля после горячего спора между женщинами с обеих сторон на рынке Тлателолько. Узнав также о "военных играх"  Мокиуикстли, Ашаякатль решил тайно расставить охрану по всему городу для шпионажа. Он также приказал, чтобы все мужчины были готовы к бою.
Тем временем Мокиуикстли, напуганный серией, казалось бы, злых предзнаменований, решил посоветоваться с богами, устроив праздник в их честь. Однако празднование испортилось, когда тлателольки начали петь несколько военных песен для умаления народа Теночтитлана. Дюран отмечает, что когда они хотели спеть «Теночки» (ацтеки Теночитлана), они пели «Тлателолькас». Опасаясь, что такие предзнаменования усмирят восстание, Теконал призвал Мокиуикстли атаковать той ночью: «все готово. Когда бы вы ни пожелали, мы пойдем и убьем этих диких кошек, которые являются нашими соседями». Таким образом, Мокиуикстли отправил своих шпионов в Теночтитлан, которые обнаружили, что Ашаякатль играет в мяч со своими дворянами. Это было сделано намеренно, однако Ашаякатль был заранее предупрежден об этом плане своей сестрой и женой Мокиуикстли, Чальчиуннецин. Шпионы вернулись в Тлателолько, сообщив Мокиуиксу, что ацтеки ничего не знают о каком-либо плане.
В результате первая битва началась с того, что Мокиуикстли подготовил свои войска, доверив Теконалу хитрость для атаки. Половину мужчин отправили прятаться в черте города Теночтитлан, готовясь к засаде. Другая половина была отправлена, чтобы прикрыть стены Теночтитлана и заблокировать любые пути отступления. В полночь был дан сигнал, и воины Тлателолька появились, крича. Однако ацтеки были готовы и вскоре сумели их окружить. В результате натиск был велик, люди с обеих сторон были убитые. Тлателольки были унижены своим поражением и потребовали, чтобы они могли открыто сражаться с ацтеками на поле боя. Все тлателольки были готовы к битве.
Ашаякатль созвал своих советников, чтобы решить, что делать. Они хотели избежать дальнейшего кровопролития. Было решено, что они попытаются успокоить гнев  Мокиуикстли и его советника разумом. К Тлателолько был отправлен гонец Куэятцин.  Мокиуикстли ответил с отвращением: «Скажи своему господину королю, что ответ состоит в том, что он должен быть готов, потому что люди Тлателолько полны решимости отомстить за смерти прошлой ночи». Услышав это сообщение, Тлакаэль осудил высокомерие Мокиуикстли, призвав Куэятцина вернуться к Тлателолко, «взяв с собой мази и знаки отличия, которые применялись к мертвым». Куэяцин сделал это немедленно, вручив Мокиуикстли погребальные знаки отличия. Затем появился Теконал и быстро обезглавил Куэятцина, чья голова была отнесена к границам Теночтитлана и брошена. Сильно разгневанный этим действием, Ашаякатль появился, вооруженный, и повел свою армию к границе города, где ждали тлателольки, готовые к войне. Тут-то и началась вторая битва. Ацтеки оказались смертоносными, оттеснив тлателольков на рынок. Увидев, что битва проиграна,Мокиуикстли и Теконал стали подниматься по ступеням центрального храма-пирамиды, чтобы отвлечь остальных, чтобы армия могла перегруппироваться. По словам Дюрана, это отвлечение состояло из отряда обнаженных женщин, «хлопающих себя по животам» и «брызгивающих молоком в солдат». Этих женщин сопровождала группа мальчиков, тоже обнаженных и плачущих. Ацтекам, встревоженным такой грубостью, было приказано не причинять вреда ни женщинам, ни мальчикам, а взять их в плен, что они и сделали. Сесилия Кляйн рассмотрела этот случай в контексте того, как гендер понимался в войне ацтеков. Здесь она утверждает, что эти женщины сражались, используя «признаки своего пола», и связывает их с «женщинами раздора».
Ашаякатль продолжил восхождение на пирамиду Тлателолько. Достигнув вершины, он обнаружил Мокиуикстли и Теконала, цепляющихся за алтарь Уицилопочтли. Ашаякатль убил обоих мужчин и вытащил их тела, сбросив их со ступеней храма. Когда Тлателольки увидели, что их вождь убит, они сбежали с рынка и спрятались в каналах, среди камыша и камыша. Однако ацтеки безжалостно преследовали их. Война прекратилась только тогда, когда престарелый дядя Ашаякатля, Куакуаутцин, умолял своего племянника отдать приказ прекратить резню. Ашаякатль заявил, что, поскольку Тлателолько восстал против королевской короны, с этого момента им придется платить дань и что все свободы и льготы, которыми пользовался Тлателолько, отныне прекращаются. Когда эти условия будут выполнены, рассуждал он, Тлателолько будет помилован.

### Кодекс Мендосы
Описание войны в «Кодексе Мендосы» значительно короче. В нем Мокиуикстли описывается как «могущественный и надменный человек», который «начал ссориться и драться» с ацтеками. Говорят, что после последовавших «великих сражений» Мокиуикстли, «подавленный битвой», бежал и укрылся в храме. Однако, получив упрек одного из священников храма за трусость, он бросился с высокого храма и умер. Таким образом, Теночтитлан вышел победителем, и с этого момента Тлателолько платил дань и признавал свою вассальную зависимость от Теночтитлана.

### Кодекс Чимальпаина
Кодекс Чимальпаина снова рассказывает альтернативную версию битвы. Здесь бремя возлагается на отношения Мокиуикстли с его женой Чальчиуннецин. Согласно кодексу, Чальчиуннецин, старшая сестра Ашаякатля, была «презираема» и жестоко обращалась со своим мужем, который предпочитал компанию своих «конкубин». Говорят, что Чальчиуннецин отправилась в Теночтитлан, чтобы поговорить со своим братом и рассказать ему о жестоком обращении с ней. Она также сообщила ему о том факте, что Мокиуикстли «говорил о войне с лордом Теночтитлана». По словам Чимальпаина, именно в результате этого началась война между двумя государствами.
Чимальпаин заявляет, что война продолжалась год и закончилась только после смерти Мокиуикстли. Говорят, что ацтеки «сбросил [Мокиуикстли] с вершины земляного холма вместе с его горбунами и гребнем из перьев кетцаля, что положило конец правлению Тлателолько».

## Наследие
Мэтью Рестолл, наряду с другими, видел, что, несмотря на то, что он был подчинен Теночтитлану в 1473 году, Тлателолко продолжал иметь некоторое подобие отдельной идентичности после войны, и люди обычно называли себя Тлателолька, а не Мексикана. Мы видим результат этого, утверждает Рестолл, во Флорентийском кодексе Саагуна, который был написан в сотрудничестве с его бывшими учениками из Колледжио де Санта-Крус-де-Тлателолко, в том, что Монтесума II стал козлом отпущения, которого Тлателолька обвинили в поражении Мехика-Теночка. Инга Клендиннен увидела, что это объединено с «теорией возвращающегося бога-правителя», идеей о том, что Монтесума был «парализован ужасом [...] из-за убеждения, что Кортес был Кетцалькоатлем».